# Shinkaicaris
Shinkaicaris is een geslacht van kreeftachtigen uit de klasse van de Malacostraca (hogere kreeftachtigen).

## Soort
- Shinkaicaris leurokolos (Kikuchi & Hashimoto, 2000)